# تسکو

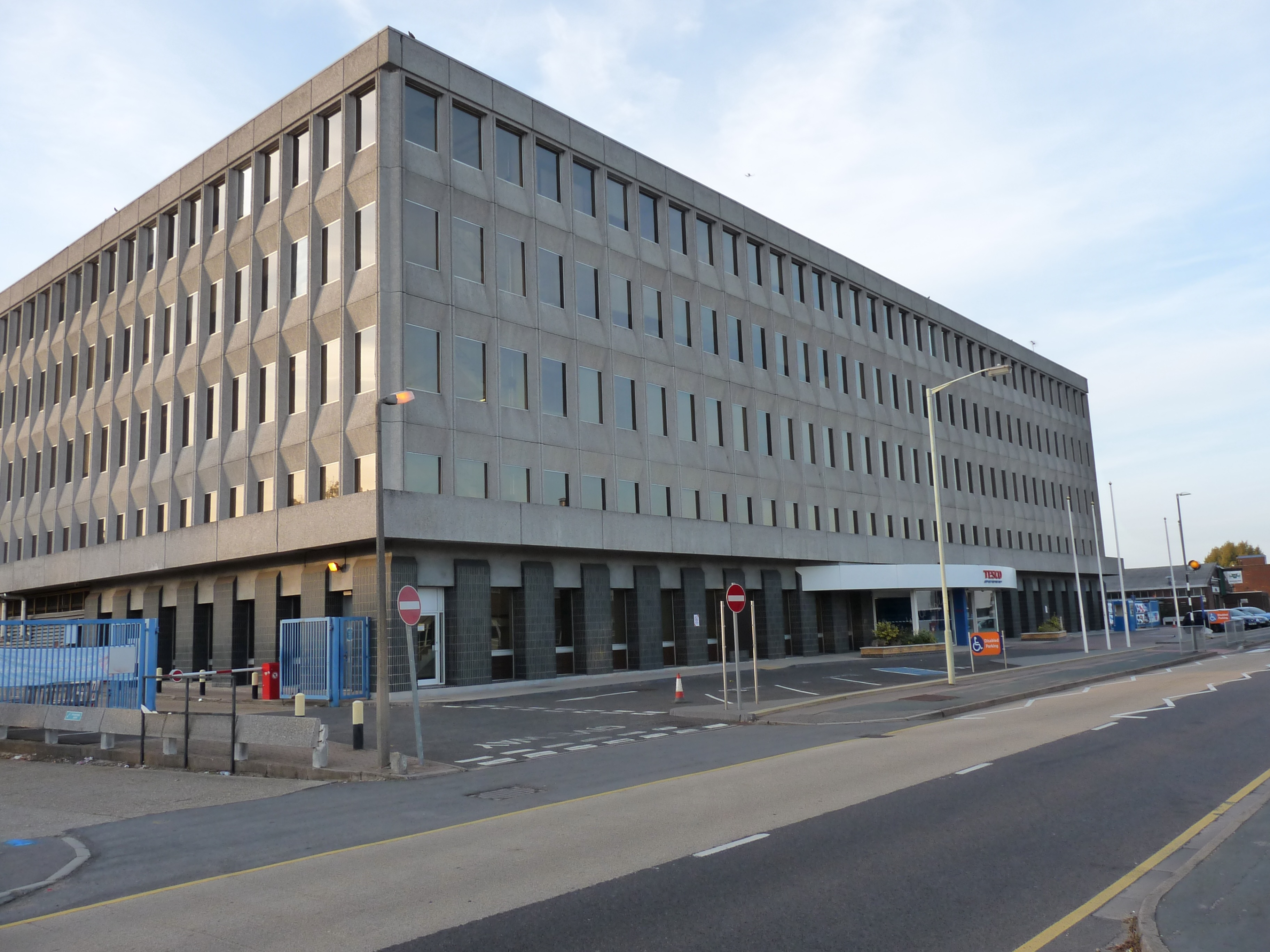
ساختمان مرکزی تسکو در شهر چزنت

تسکو (به انگلیسی: Tesco) شرکت خرده‌فروشی چندملیتی بریتانیایی است، که پس از وال‌مارت، به‌عنوان دومین شرکت خرده‌فروشی جهان بر پایه میزان درآمد سالیانه شناخته می‌شود.
شرکت تسکو در سال ۱۹۱۹ توسط جک کوهن و در حومه شهر لندن تأسیس شد. این شرکت در حال حاضر مالک شبکه‌ای از ۶٫۷۸۴ شعبه در ۱۲ کشور آسیایی، اروپایی، آمریکای شمالی و کشورهای دیگری مانند بریتانیا، مالزی و تایلند می‌باشد.
تمرکز اصلی شرکت تسکو بر توزیع و فروش غذا و نوشیدنی است، ولی بسته به مکان فروشگاه، محصولات و خدمات دیگری چون لباس، وسایل برقی، خدمات مالی، بیمهٔ ماشین و خدمات اینترنت نیز ارائه می‌دهد.